# Conflans-en-Jarnisy
Conflans-en-Jarnisy – miejscowość i gmina we Francji, w regionie Grand Est, w departamencie Meurthe i Mozela.
Według danych na rok 1990 gminę zamieszkiwało 2728 osób, a gęstość zaludnienia wynosiła 313 osób/km² (wśród 2335 gmin Lotaryngii Conflans-en-Jarnisy plasuje się na 167. miejscu pod względem liczby ludności, natomiast pod względem powierzchni na miejscu 690.).